# Eutropha oldenbergi
Eutropha oldenbergi är en tvåvingeart som beskrevs av Oswald Duda 1934. Eutropha oldenbergi ingår i släktet Eutropha och familjen fritflugor.
Artens utbredningsområde är Taiwan. Inga underarter finns listade i Catalogue of Life.